# Metalobosia cuprea
Metalobosia cuprea là một loài bướm đêm thuộc phân họ Arctiinae, họ Erebidae.